# どハッスル!!
『どハッスル!!』は、2007年10月6日から2008年3月29日までテレビ東京で放送されたハッスルエンターテインメント・ブロンコス共同製作のプロレス番組。放送時間は毎週土曜 26:50 - 27:20 (JST) 。

## 概要
司会はケンドーコバヤシと折原みか。プロレスの試合を中心に放送するのではなく、高田総統と秋葉原を巡ったり、モンスター・ボノと対戦するRGをあの手この手で強化しようとするなど、ハッスルの登場人物が出演するバラエティ番組としての色が濃かった。また、ハッスルの大会間を繋ぐサイドストーリー（アングル）としての側面も併せ持っていた。
提供スポンサーは、ハッスルのスポンサーでもあるパチンコメーカーのKYORAKU。

## 司会
- ケンドーコバヤシ
- 折原みか

## スタッフ
- ナレーター：幸野善之、諏訪部順一
- 構成：福原フトシ、岡本和宏、鈴木健太郎、阿部裕樹
- 技術協力：千代田ビデオ、e-naスタジオ
- 美術：フジアール
- メイク：アートメイク・トキ
- EED：高城明宏
- MA：玉田良太
- 音響効果：石見知哉
- AP：谷田健
- ディレクター：中田三浩、雁部貴幸、野上貢
- AD：河北学、水頭隆、清野健太、富田直樹、細田正崇
- 演出：香川春太郎
- プロデューサー：山口日昇、関巧
- 製作：ハッスルエンターテインメント、ブロンコス

| テレビ東京 土曜26:50 - 27:20枠 | テレビ東京 土曜26:50 - 27:20枠          | テレビ東京 土曜26:50 - 27:20枠 |
| 前番組                         | 番組名                                  | 次番組                         |
| ------------------------------ | --------------------------------------- | ------------------------------ |
| ALOHA GIRL                     | どハッスル!! （2007年10月 - 2008年3月） | Goods BAR                      |